# Polydesmus lusitanus
Polydesmus lusitanus är en mångfotingart som beskrevs av Karl Wilhelm Verhoeff 1892. Polydesmus lusitanus ingår i släktet Polydesmus och familjen plattdubbelfotingar. Inga underarter finns listade i Catalogue of Life.